# Erich Fromm

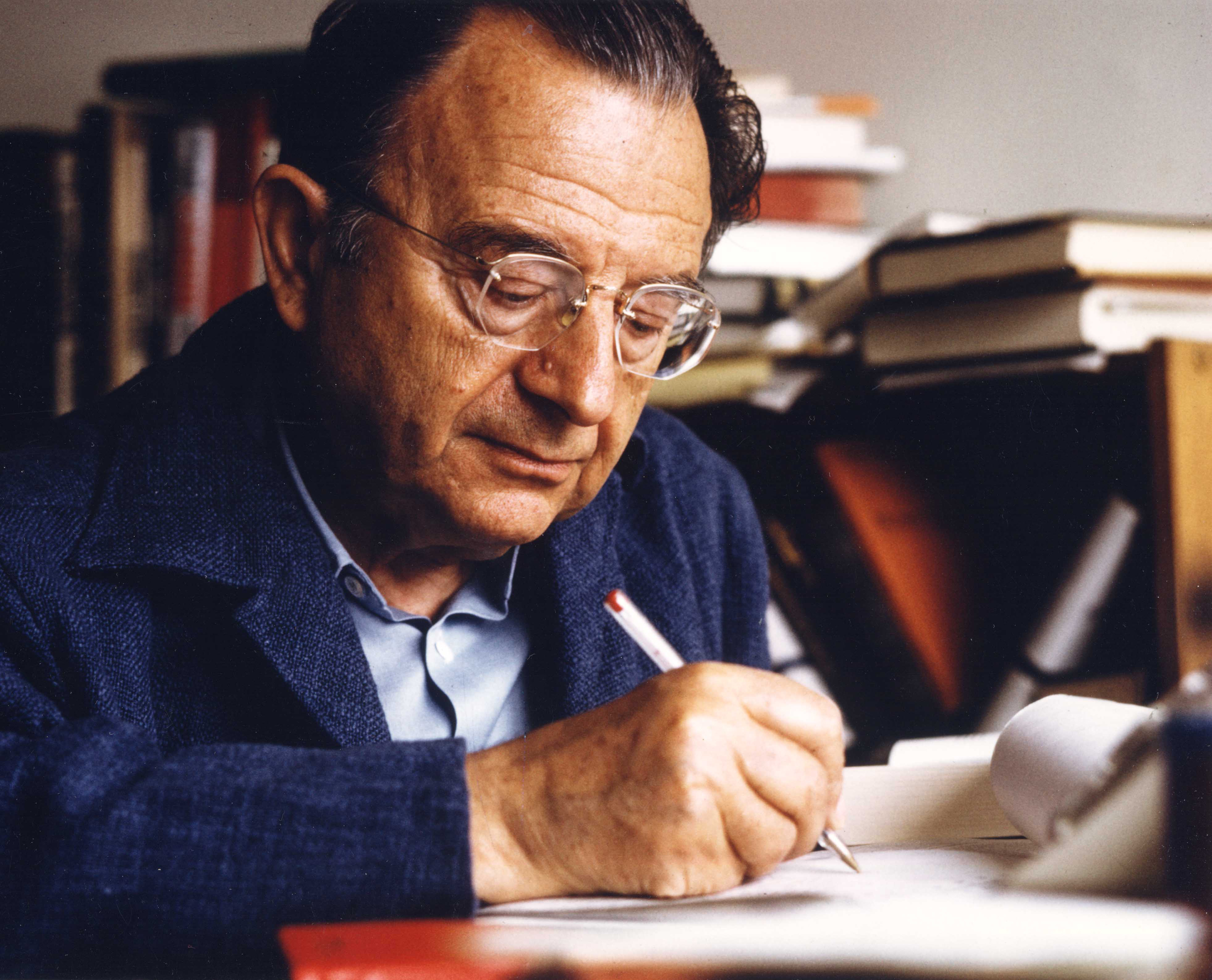
Erich Fromm (1974)

Erich Pinchas Fromm (* 23. März 1900 in Frankfurt am Main; † 18. März 1980 in Muralto, Schweiz) war ein deutsch-US-amerikanischer Psychoanalytiker, Philosoph und Sozialpsychologe. Bereits seit Ende der 1920er Jahre vertrat er einen humanistischen, demokratischen Sozialismus. Seine Beiträge zur Psychoanalyse, zur Religionspsychologie und zur Gesellschaftskritik haben ihn als einflussreichen Denker des 20. Jahrhunderts etabliert, auch wenn er in der akademischen Welt oft gering geschätzt wurde. Viele seiner Bücher wurden zu Bestsellern, insbesondere Die Kunst des Liebens aus dem Jahre 1956 sowie Haben oder Sein von 1976. Seine Gedanken wurden auch außerhalb der Fachwelt breit diskutiert.

## Leben
Erich Fromm stammte aus einer streng religiösen jüdischen Familie in Frankfurt, aus der zahlreiche Rabbiner hervorgegangen waren, etwa sein Großvater väterlicherseits der Rabbiner Seligmann Bär Bamberger. Sein Vater war der Obstweinhändler Naphtali Fromm (1869–1933); seine Mutter war Rosa Fromm, geborene Krause (1876–1959). Die Familie wohnte im Frankfurter Westend im ersten Stock eines Eckhauses in der Liebigstraße 27, Ecke Eppsteiner Straße.
Auch er wollte ursprünglich die rabbinische Laufbahn einschlagen. So erhielt er zunächst religiösen Unterricht vom Bruder seines Großvaters mütterlicherseits, der ein angesehener Dajan und Talmudgelehrter aus Posen gewesen war. Im Jahre 1918 machte er sein Abitur am Wöhler-Realgymnasium im Frankfurter Stadtteil Dornbusch und studierte zunächst Rechtswissenschaften an der Universität Frankfurt.
Fromm war Mitglied in der stark vom Rabbiner Nehemia Anton Nobel beeinflussten Frankfurter Gruppe des jüdischen Wanderbundes Blau-Weiß, die einen religiös-zionistischen Kurs verfolgte. Von der Rechtswissenschaft in Frankfurt wechselte Fromm zum Studium der Soziologie an die Universität Heidelberg und wurde dort 1922 bei Alfred Weber über Das jüdische Gesetz promoviert. Ein lebenslanger Freund aus den Heidelberger Studientagen war der spätere Psychoanalytiker Ernest G. Schachtel. In dieser Zeit engagierte er sich im Kartell Jüdischer Verbindungen (K.J.V.), einem Organisationsverband zionistischer Studentenverbindungen, der mit dem jüdischen Wanderbund Blau-Weiß personell und ideologisch eng verbunden war. Später wandte sich Fromm aber von der Idee des Zionismus ab. Bis 1925 hatte er am Talmudunterricht bei Rabbi Rabinkow teilgenommen.
1926 heiratete Erich Fromm die Psychoanalytikerin Frieda Reichmann. Ende der 1920er Jahre begann er am Berliner Psychoanalytischen Institut bei einem nichtärztlichen Freud-Schüler, dem Juristen Hanns Sachs, eine Ausbildung zum Psychoanalytiker. In dieser Zeit gaben er und seine Frau ihre orthodox-jüdische Lebensweise auf. Ab 1929 praktizierte Fromm, da er kein Mediziner war, als sogenannter Laienanalytiker in Berlin.

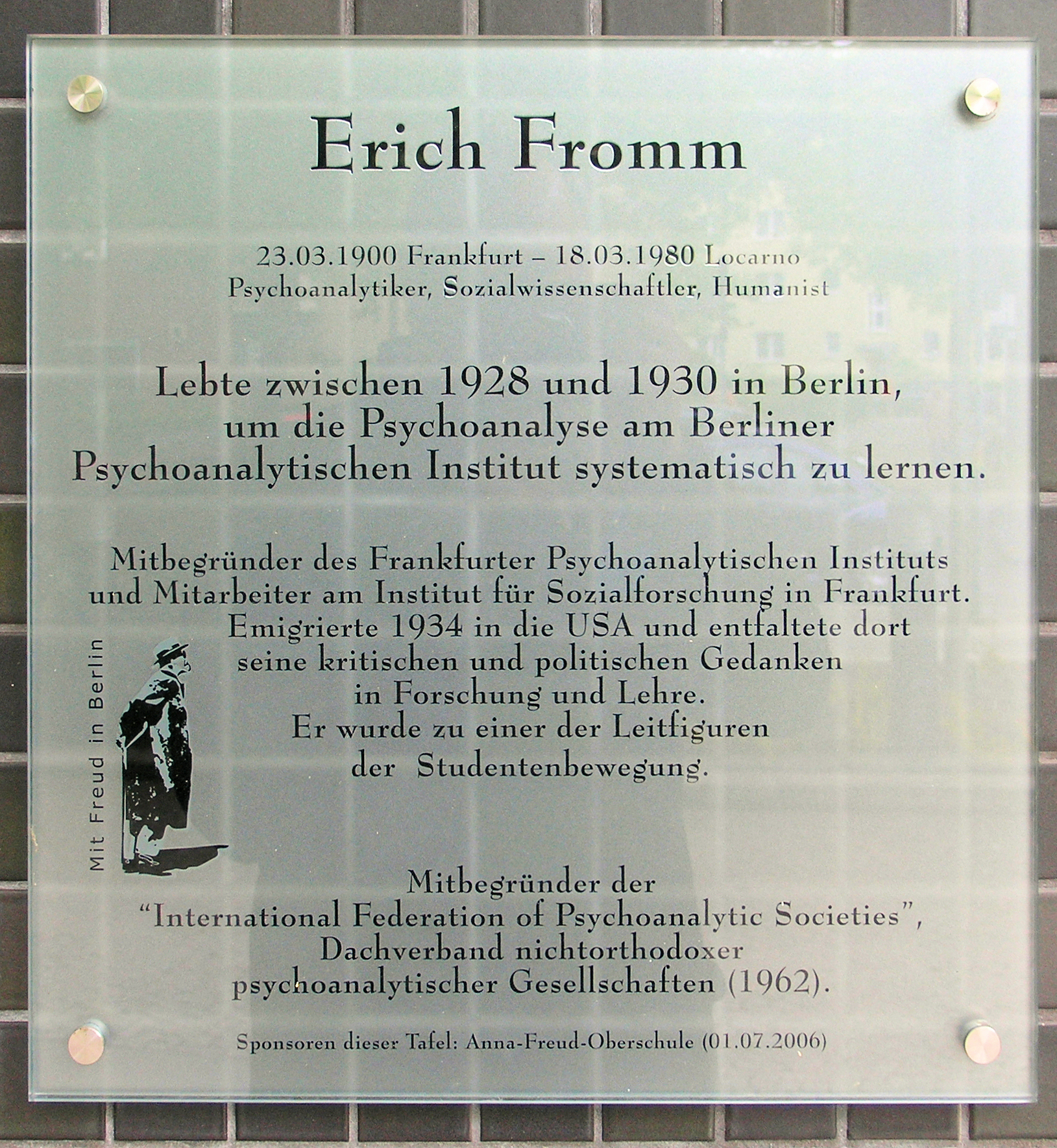
Gedenktafel am Haus Bayerischer Platz 1, in Berlin-Schöneberg, aus der Reihe Mit Freud in Berlin

Ab 1930 war er für das Frankfurter Institut für Sozialforschung als Leiter der Sozialpsychologischen Abteilung tätig. Zugleich gehörte er dem Berliner Zirkel marxistischer Psychoanalytiker um Wilhelm Reich und Otto Fenichel an und trug mit einigen Publikationen zur Theoriebildung des Freudomarxismus bei. 1931 trennte er sich von Frieda Reichmann, blieb ihr jedoch weiterhin freundschaftlich verbunden (Scheidung erst 1942).
Nach der Machtübergabe an Hitler verließ er Deutschland, zog zunächst nach Genf und emigrierte im Mai 1934 in die Vereinigten Staaten, wo er an der Columbia University in New York tätig war. Ende 1939, kurz nach Beginn des Zweiten Weltkriegs, trennte er sich nach verschiedenen Konflikten vom Institut für Sozialforschung, nachdem er über viele Jahre einer der wichtigsten Mitarbeiter gewesen war. Er erhielt am 25. Mai 1940 die US-amerikanische Staatsbürgerschaft. 1944 heiratete er die deutsch-jüdische Emigrantin und Fotografin Henny Gurland, geborene Meyer (1900–1952). Sie stammte aus Aachen und war zunächst mit Otto Rosenthal verheiratet, aus deren Ehe ein Sohn Joseph (José) Gurland (1923–2003) hervorging. Ihr zweiter Ehemann war Rafael Ruben Gurland (* 1909), bevor sie Erich Fromm heiratete. Sie war am 25. und 26. September 1940 mit Walter Benjamin, ihrem Sohn und unter der Leitung von Lisa Fittko vor den Nationalsozialisten geflohen.
1950 siedelte er nach Mexiko-Stadt über und lehrte an der Universidad Nacional Autónoma de México (UNAM). Nachdem seine Frau Henny 1952 überraschend gestorben war, heiratete er am 18. Dezember 1953 seine dritte Ehefrau, die US-Amerikanerin Annis Freeman, geborene Glover (1902–1985).
Ab 1957 beteiligte er sich an der US-amerikanischen Friedensbewegung. Das FBI führte eine mehr als 600 Seiten umfassende Akte über ihn. Er war außerdem nach eigener Angabe Mitglied der Sozialistischen Partei Amerikas. 1965 wurde Fromm emeritiert; 1974 verlegte er seinen Wohnsitz nach Muralto (Kanton Tessin, Schweiz).
In den Jahren 1966, 1977 und 1978 erlitt Fromm jeweils einen Herzinfarkt. Infolge eines weiteren Herzinfarkts starb er 1980, wenige Tage vor seinem 80. Geburtstag und vor dem Erscheinen der zehnbändigen Gesamtausgabe seiner Werke. Erich Fromm wurde in Bellinzona (Schweiz) beigesetzt.
1979 wurde Fromm mit dem Nelly-Sachs-Preis ausgezeichnet, im Jahr 1981 wurde ihm postum die Goetheplakette der Stadt Frankfurt am Main verliehen.
Als literarischen Rechte- und Nachlassverwalter setzte Fromm seinen letzten Assistenten, den Psychoanalytiker Rainer Funk ein, der 1978 seine Promotion mit einer Arbeit über Fromm abschloss.

## Werk und Wirkung

### Normativer Humanismus
Bis heute folgen die meisten Geisteswissenschaftler dem sogenannten soziologischen Relativismus: Sie sind davon überzeugt, dass der Mensch fast unbegrenzt formbar sei und unter fast allen Bedingungen leben könne. Daraus ziehen sie zwei Schlüsse: Eine Gesellschaft, die in den Grundzügen funktioniere, sei gesund. Für psychische Störungen seien Fehler im Individuum verantwortlich; die Betroffenen seien einfach nicht anpassungsfähig genug.
Fromm vertrat demgegenüber einen normativen Humanismus: Der Mensch hat nach Fromm nicht nur physische, sondern auch psychische Grundbedürfnisse, die in seiner Existenz wurzeln. Hieraus ergibt sich, dass für die psychische Gesundheit des Menschen universelle Kriterien gelten, die vom gesellschaftlichen System entweder gefördert oder unterdrückt werden können. Der Gesundheitszustand einer Gesellschaft kann somit untersucht werden. In diesem Zusammenhang zog Fromm in verschiedenen Publikationen Schlüsse aus den Ergebnissen der kulturvergleichenden Sozialforschung.
Zwar kann der Mensch tatsächlich unter vielerlei Bedingungen leben, doch wenn diese seiner menschlichen Natur zuwiderlaufen, reagiert er darauf, indem er die bestehenden Verhältnisse entweder ändert oder seinen vernunftbedingten menschlichen Fähigkeiten entsagt, also sozusagen „abstumpft“.

#### Prägung des Individuums durch die Gesellschaft
Fromm stellt sich die Frage, „wie es möglich ist, dass die in einer Gesellschaft herrschende Gewalt tatsächlich so wirkungsvoll ist, wie uns das die Geschichte zeigt“ (alle Zitate aus Theoretische Entwürfe über Autorität und Familie, 1936). Einerseits sei die äußere Gewalt „ein unerlässlicher Bestandteil für das Zustandekommen der Fügsamkeit und Unterwerfung der Masse unter diese Autorität“, andererseits könne die Gesellschaft (Fromm bezieht sich hier auf den Nationalsozialismus) nicht nur „aus Angst vor der physischen Gewalt und den physischen Zwangsmitteln“ funktionieren. Fromm entwickelt daraus in kritischer Abwandlung von Freud die Theorie des autoritären Charakters: „Die äußere in der Gesellschaft wirksame Gewalt tritt dem in der Familie aufwachsenden Kind in der Person der Eltern und […] speziell der des Vaters gegenüber.“ Und: „Der Familienvater ist zwar dem Kind gegenüber (zeitlich gesehen) der erste Vermittler der gesellschaftlichen Autorität, ist aber (inhaltlich gesehen) nicht ihr Vorbild, sondern ihr Abbild.“
So hebt Fromm die Sicht Freuds auf die Entstehung des psychischen Apparates und speziell des Über-Ichs aus der Enge der Kleinfamilie heraus und leitet die Entstehung des Über-Ichs aus der gesellschaftlichen Gewalt ab, die den Vater autorisiere, das Über-Ich des Kindes aufzurichten. Umgekehrt enthalten für Fromm die gesellschaftlichen Autoritäten immer auch persönliche Über-Ich-Qualitäten, die sich beispielsweise in der Rede vom Landesvater zeigen oder bei Politikern, die Kinder demonstrativ auf den Arm nehmen, und Ähnlichem.

#### Kulturell vorgeprägte Defekte
Unter einem Defekt leidet ein Mensch dann, wenn es ihm an einer Eigenschaft mangelt, die als spezifisch menschlich gilt. Geht man beispielsweise davon aus, dass Spontanität ein Ziel ist, das jeder Mensch erreichen sollte, so leidet ein Mensch, der sein Selbst nicht gut offenbaren kann und völlig unspontan ist, an einem Defekt, der als Neurose wahrgenommen werden kann.
Wie es der Gesellschaft möglich ist, bestimmte Grundbedürfnisse des Menschen zu fördern oder zu unterdrücken, so können auch psychische Defekte durch die Kultur hervorgebracht werden. Da nun die Mehrheit der Mitglieder einer Gesellschaft an gewissen Defekten leidet, werden diese als Normalität wahrgenommen, und der Einzelne setzt sie sich sogar zum Ziel, um einem Außenseitertum aus dem Weg zu gehen: „Was [dem Einzelnen] an innerem Reichtum und an echtem Glücksgefühl verlorengegangen sein mag, wird durch die Sicherheit kompensiert, die das Gefühl gibt, zur übrigen Menschheit zu passen – so wie er sie kennt.“
Dieses Zugehörigkeitsgefühl verhindert zu einem entscheidenden Teil die Fortentwicklung des Defekts in eine tatsächlich wahrgenommene Neurose. Ferner liefert die Gesellschaft diverse „Gegenmittel“, um den Ausbruch einer Krankheit zu vermeiden. Fromm spricht in diesem Zusammenhang von „kulturellen Opiaten“ wie Fernsehen, Radio oder Sportveranstaltungen. Würde man den Menschen diese Opiate schlagartig für einen längeren Zeitraum verweigern, wäre der Ausbruch der psychischen Krankheit rasch in Form von Nervenzusammenbrüchen und akuten Angstzuständen beobachtbar.

#### Innerfamiliäre Prägung
Die starke Beeinflussung des Einzelnen durch die Gesellschaft definiert automatisch die Bedingungen des familiären Rahmens und gestaltet folglich zu einem entscheidenden Teil das Klima innerhalb der Familie.
Der enge emotionale Austausch der Kinder mit den Eltern hat für die gesellschaftliche Beeinflussung zweierlei zur Folge:
1. Einerseits wird die Familie zur wichtigsten Institution für den Fortbestand der Gesellschaft. Um diesen zu gewährleisten, müssen bestimmte Erfordernisse wie Pünktlichkeit, Ordentlichkeit, Anpassungsfähigkeit usw. nicht nur befolgt, sondern als eigenständige Charakterstrukturen und somit als eigener Wille verinnerlicht werden. Dieser sogenannte Gesellschafts-Charakter spiegelt sich in den Eltern und wird hierdurch auf direktem Wege an das Kind vermittelt.
2. Zum anderen wird auf diese Weise auch das auf das Kind übertragen, was am Verhältnis der Eltern zu ihrer Umwelt problematisch ist. Da sich die Individualität insbesondere aus den Interaktionen mit den frühen Bezugspersonen bzw. der Umwelt im Allgemeinen herauskristallisiert, kann die Selbstwerdung des Kindes als ein Weg von außen nach innen gesehen werden. Fühlen sich diese Bezugspersonen nun auf eine Art und Weise von den bestehenden gesellschaftlichen Verhältnissen verunsichert und leiden sie hierdurch sogar an einer psychischen Störung, so überträgt sich diese in das Selbst des Kindes. Gleichermaßen geben die Eltern ihre Defekte und die Methode, sie durch kulturelle Opiate zu kompensieren, an das Kind weiter. Krankhafte Lebensweisen werden somit schon im Kindesalter als Normalität aufgefasst.

### Die Situation des Menschen
Tiere leben in einer vollkommenen Harmonie mit der Natur. Sie leben unter Bedingungen, die sie als gegeben hinnehmen und die sie somit bewältigen können. Im Gegensatz zum Tier hat sich im Menschen durch die ihm gegebene Vernunft die Fähigkeit entwickelt, seine Umwelt zu transzendieren und auf diese Weise über die Oberfläche der ihn umgebenden Gegebenheiten hinaus zu gelangen. Er hat sich über die Natur erhoben und kann sie in gewissen Maßen erschaffen und beherrschen.
Diese höchste Gabe des Menschen ist zugleich sein Fluch. Ganz pragmatisch lässt er sich als Anomalie der Natur beschreiben, denn im Menschen ist sich „das Leben […] seiner selbst bewußt“ geworden. So weiß er nicht nur von der Zufälligkeit seines Daseins, sondern auch von der Begrenztheit seines Lebens. Obwohl er noch immer ein Teil der Natur ist, ist er auch aus ihr verstoßen, und die Harmonie mit der Natur ist für immer verloren. Durch diese Erkenntnis entsteht im Menschen ein großes Gefühl der Hilflosigkeit und Machtlosigkeit. Er muss eigenständig leben und Entscheidungen treffen, und jeder Schritt in eine andere Richtung ist anstrengend, weil er damit bereits bekannte und somit sichere Zustände verlässt. Das größte Problem des Menschen ist seine reine Existenz. (Vergleiche dazu auch das Für-sich-Sein von Jean-Paul Sartre.)
Das menschliche Leben ist von einer unüberwindbaren Polarität zwischen Regression und Progression beherrscht: Auf der einen Seite steht die Sehnsucht des Menschen nach der verlorenen Harmonie mit der Natur, die in seiner einst besessenen tierischen Existenz gegeben war. Auf der anderen Seite strebt er nach dem „Erreichen einer menschlichen Existenz“, die seinen vernunftbedingten Fähigkeiten entspricht und ihm die Lösung des Problems seiner Existenz verspricht. Dieser Zustand bringt ihn auf eine ständige Suche nach Harmonie und macht ein statisches Dasein unmöglich. Sind die tierischen Bedürfnisse (Hunger, Schlaf, Sexus usw.) befriedigt, treten die spezifisch menschlichen Bedürfnisse in den Vordergrund: „Alle Leidenschaften und Strebungen des Menschen sind Versuche, eine Antwort auf seine Existenz zu finden, oder man könnte auch sagen, sie sind Versuche, der Geisteskrankheit zu entgehen.“

### Die seelischen Grundbedürfnisse des Menschen
Durch die besondere Stellung des Menschen zur Natur, die ihn zu einer gewissen Heimatlosigkeit verdammt, ist es für ihn besonders wichtig, einen Weg zu finden, sich in der Welt zu orientieren und so in eine neue Beziehung mit ihr zu treten. Alle Leidenschaften des Menschen dienen letztlich dem Ziel, die Heimatlosigkeit zu verringern.
Die seelischen Grundbedürfnisse sind rein psychologischer Natur und ergeben sich aus der menschlichen Gesamtpersönlichkeit und ihrer empirischen Lebenspraxis. Im Gegensatz zu Freuds Libido haben sie also keinen physischen Ursprung.
Zur Befriedigung seiner Bedürfnisse stehen dem Menschen prinzipiell zwei Möglichkeiten offen, denn der Mensch ist aus humanistischer Sicht nicht von Natur aus gut oder schlecht. Die menschliche Existenz birgt beide Wege als Möglichkeit der Entwicklung in sich. Gegensätzliche Leidenschaften wie Liebe und Hass sind demnach keine unabhängig voneinander existierenden Größen, sondern müssen als Antwort auf dieselbe Frage betrachtet werden. Der Unterschied liegt bloß darin, dass nicht beide Wege in gleicher Weise zum Glück führen können. Im Folgenden sollen die Grundbedürfnisse des Menschen nach Fromm kurz dargestellt werden.

#### Identitätserleben durch Individualität oder Konformität
Sich selbst als „Ich“, also als getrenntes Wesen zu seiner Umwelt, zu empfinden, ist nicht nur ein philosophisches Problem, sondern auch eine wichtige Voraussetzung seelischer Gesundheit. Da der Mensch selbstständig und ohne strikt determinierende natürliche Wurzeln leben muss, muss er sich ein Bild von sich selbst machen können. Hierin liegt die Voraussetzung für jegliche Transzendenz, denn nur so kann sich der Mensch als Subjekt seines Handelns erleben und sich seiner selbst als eines eigenständigen Wesens bewusst sein.
Das Bedürfnis nach einem Identitätserleben ist so essentiell, dass es manchmal in Form einer übertriebenen Konformität Ausdruck erhält, in der ein Mensch sogar bereit ist, sein Leben zu opfern, nur um mit der Bezugsgruppe konform zu gehen und auf diese Weise ein Identitätsgefühl zu erlangen. Das Identitätserleben kann auf diese Weise jedoch immer nur illusorisch sein.

#### Bezogenheit durch Liebe oder Narzissmus
Sich mit anderen Menschen zu vereinigen dient dem Einzelnen als wichtigstes Mittel, die Zufälligkeit und Einsamkeit seiner Existenz regulieren zu können. Zu sich selbst und anderen ein Gefühl der Bezogenheit zu entwickeln ist somit nicht nur ein menschliches Grundbedürfnis, sondern überhaupt Voraussetzung für seelische Gesundheit.
Die höchste Erfüllung bietet in dieser Hinsicht die Liebe: Sie ist der einzige Weg, „mit der Welt eins zu werden und gleichzeitig ein Gefühl der Integrität und Individualität zu erlangen“. In der Liebe vereinigt sich der Mensch mit einem anderen Wesen, bewahrt jedoch gleichzeitig die Integrität des eigenen Selbst, also seine Gesondertheit.
Die Liebe zwischen zwei Menschen in der Partnerschaft entsteht permanent von neuem durch die transzendente Polarität von Getrennt-Sein und Vereinigung. Zudem besteht der individuelle Egoismus in so geringem Maße, dass die Bedürfnisse des anderen als genauso wichtig wie die eigenen empfunden werden.
Die Liebe steht im Gegensatz zum sekundären Narzissmus: In diesem war es dem Einzelnen nicht möglich, den primären Narzissmus des Kindes zu überwinden, wodurch die Umwelt nach wie vor als bloßes Mittel benutzt wird, die eigenen Bedürfnisse befriedigen zu können. Narzissten neigen dazu, einen Bezug zu ihrer Umwelt dadurch zu gewinnen, dass sie Macht über sie erlangen. Dadurch ist es ihnen jedoch nur möglich, eine gewisse äußerliche Einheit herzustellen, während jegliches Gefühl echter Integration zerstört wird.
Einen weiteren Weg, sich mit der Welt zu vereinigen, bietet die Möglichkeit, sich einer Gruppe, einem Gott usw. zu unterwerfen. Hierdurch kann der Einzelne das Gefühl von Isolation überwinden und die Vorstellung entwickeln, Teil der großen Macht zu sein, mit der er sich vereinigt hat.

#### Transzendenz durch Kreativität oder Destruktivität
Der Mensch verfügt über Vernunft und Vorstellungsvermögen. Diese Eigenschaften machen es ihm unmöglich, eine rein passive Rolle in der Welt einzunehmen. Indem er selbst die Rolle des Schöpfers einnimmt, kann er seine Zufälligkeit und das kreatürliche Dasein überwinden. Wer dem von ihm Geschaffenen mit Fürsorge und Liebe gegenübertritt, kann sich und seine Umwelt auf diese Weise transzendieren.
Auch in der Zerstörung lässt sich das menschliche Selbst transzendieren, doch kann das Zerstören stets nur die mindere Alternative zum Erschaffen sein für Menschen, die zu einer produktiven Transzendierung ihres Selbst nicht fähig waren. Nur das kreative Schaffen kann zum Glück führen, während Destruktivität Leid in sich birgt, vor allem für den Zerstörer selbst.

#### Verwurzelung durch Brüderlichkeit; Ablösung von der Mutter
Unter „Brüderlichkeit“ versteht Erich Fromm die Liebe zum Nächsten nach Überwindung inzesthafter Bindungen in der Kindheit. Um den Verlust der natürlichen Wurzeln zu überwinden, braucht der Mensch neue Bindungen, um sich in der Welt wieder zu Hause fühlen zu können. In dieser Hinsicht bietet die Mutter-Kind-Beziehung den höchsten Grad möglicher Verwurzelung. Die Tiefe des Gefühls von Sicherheit, Wärme und Schutz ist hier so stark, dass auch im Erwachsenenalter eine Sehnsucht danach bestehen bleibt. Letztendlich übernehmen Institutionen wie der Staat, die Kirche, die Gruppe usw. im Erwachsenenalter für den Einzelnen die Funktion, ein Gefühl der Verwurzelung zu ermöglichen, sodass der Mensch sich als Teil einer Einheit statt als isoliertes Individuum wahrnehmen kann.
Die Ablösung von der Mutter ist ein beängstigender, doch notwendiger Prozess zur Menschwerdung des Einzelnen. Nur so ist es möglich, Fortschritte auf dem Weg zu unabhängigem Urteilen und Handeln zu machen. In Weiterentwicklung von Gedanken Freuds deutet Fromm die Mutterbindung und den Ödipuskomplex auf emotionaler statt auf sexueller Ebene. In dieser Hinsicht erhält das Inzesttabu insgesamt eine neue Bedeutung, da es nicht nur ein sexuelles Verlangen des Kindes zu einem Elternteil untersagt, sondern auch ein dauerhaftes Verharren im schützenden mütterlichen Bereich, was eine kulturelle Entwicklung unmöglich machen würde.

### Die Situation des Menschen im modernisierten Kapitalismus

#### Der Wandel des Gesellschafts-Charakters
In der Entwicklung der Menschheit gab es Fromm zufolge noch nie ein größeres Maß an Freiheit als in den westlichen Gesellschaften seiner Zeit. Die Menschen lebten demnach in materiellem Komfort, hätten viel Freizeit und verfügten über eine große Auswahl an Berufen und Lebensstilen. Doch mit wachsendem Wohlstand haben auch die psychosozialen Störungen erheblich zugenommen.
Der Gesellschafts-Charakter gibt dem Menschen gewisse Denk- und Verhaltensstrukturen vor. Diese werden von der Mehrheit der Gesellschaftsmitglieder als Werte und Normen wie eine zweite Natur übernommen und gewährleisten dadurch den Fortbestand der Kultur. Während noch im 19. Jahrhundert das Wirtschaftswesen auf Charaktere ausgerichtet war, die andere für den größtmöglichen Profit ausbeuteten und keinen Konkurrenzkampf scheuten, scheinen im zeitgenössischen Gesellschafts-Charakter Teamfähigkeit und Konformität zunehmende Bedeutung zu erhalten.
Obwohl die Selbstverantwortung des Einzelnen zunehmend gefragt ist, wird im modernisierten Kapitalismus aufgrund der raschen wirtschaftlichen und technischen Entwicklung gleichzeitig ein hohes Maß an Flexibilität erwartet. Gab es früher offene Autoritäten, gegen die man sich auflehnen konnte, wie den König, den mächtigen Chef usw., ist im 20. Jahrhundert vielfach keine persönliche Machtquelle mehr ausfindig zu machen. Macht scheint sich entpersonalisiert zu haben und ist höchstens noch als anonymer Markt fassbar, für dessen Wirkungsweise die Gesetze von Angebot und Nachfrage gelten und somit kein Einzelner belangt werden kann. Aus der mechanisch fortlaufenden Anonymität entspringt die Erwartungshaltung, das tun zu sollen, was alle anderen auch tun.
Der Verlust von Individualität und Identität führt zu höchster Konformität, die in der modernen Gesellschaft extrem auffällig ist. Gleich ob der Einzelne mehr oder weniger intelligent, gesellschaftlich hoch oder niedrig gestellt ist, alle scheinen denselben Lebensrhythmus zu haben: Alle lesen dieselben Zeitungen und Bücher, sehen sich dieselben Filme und Sendungen im Fernsehen an. Da das Verlangen nach möglichst viel Profit dem schlichten Wunsch nach einem geregelten Einkommen gewichen ist, arbeiten zudem alle im selben Rhythmus. Vor allem aber produzieren und konsumieren die Menschen, ohne Fragen zu stellen, und scheinen es regelrecht zu vermeiden, Begebenheiten, Ursprünge und Gesamtzusammenhänge in Erfahrung zu bringen. An die Stelle eines individuellen Gewissens tritt das Verlangen, sich möglichst gut anzupassen und dafür Anerkennung durch andere zu erhalten.
Die moderne Zivilisation kann die tiefen Bedürfnisse des Menschen, vor allem in Bezug auf ein echtes Identitätserleben, nicht befriedigen und vermittelt mit ihrem übergroßen Maß an individueller Freiheit und Wohlstand eher „das Gefühl einer intensiven Langeweile“ und Orientierungslosigkeit. Die Menschen müssen nicht mehr für sexuelle oder politische Freiheit kämpfen; sie sind „nicht mehr in Gefahr zu Sklaven zu werden, sondern zu Robotern“.

### Der entfremdete Mensch – psychosoziale Störungen im Kontext des etablierten Gesellschafts-Charakters
Im 19. Jahrhundert bestimmten Marx und Engels einen Menschen als von sich selbst entfremdet, wenn ihm „die eigne Tat […] zu einer fremden, gegenüberstehenden Macht wird, die ihn unterjocht, statt daß er sie beherrscht“. Daran anknüpfend, beschreibt Fromm die Entfremdung des Menschen von sich selbst, seinen Handlungen und dadurch notwendigerweise auch seiner Umwelt gegenüber als zentrales Problem in der modernen Gesellschaft.

#### Der Mensch als abstrakte Größe
Der einzelne Mensch wird in der Gesellschaft und Wirtschaft vorwiegend als unpersönliches Einzelteilchen wahrgenommen statt als individuelle Persönlichkeit. Gleichgültig ob im Unternehmen oder in der Konsumwelt, er ist zu einer abstrakten Größe geworden, die sich in Zahlen ausdrücken lässt und somit berechnet werden kann. Ein gutes Beispiel ist der typische Bürokrat. Für ihn existieren die Mitmenschen, über deren Schicksal er möglicherweise entscheidet, vor allem als Objekte und Zahlen auf dem Papier. Dies ermöglicht ihm, ohne Anteilnahme oder zwischenmenschliche Gefühle wie Sympathie oder Antipathie Entscheidungen über sie zu fällen. Ebenso geht es dem Großunternehmer, der mit nur einer Unterschrift 100 Menschen entlassen kann, ohne diese je kennen gelernt zu haben und von ihren Lebensumständen zu wissen. Nur ob sie die Anforderungen erfüllen oder nicht, ist entscheidend.
Eine maßgebliche Ursache für das Absehen vom konkreten einzelnen Menschen ist das Streben nach größtmöglicher Effizienz, das für den Kapitalismus charakteristisch ist. Nicht zuletzt durch die steigende ökonomische Macht von Großkonzernen und das damit verbundene Verschwinden kleiner Betriebe wird der Einzelne vorwiegend nach seinem „Marktwert“ beurteilt und kann wie die kaputte Schraube einer Maschine beliebig ausgetauscht werden.
Eine weitere Auswirkung der auf Produktionssteigerung und Profit ausgerichteten ökonomischen Verhältnisse ist eine sich immer mehr verzweigende Arbeitsteilung, die dem Einzelnen den Bezug zu seiner Arbeit nimmt. Im humanistischen Sinne dient die Arbeit der Menschwerdung des Einzelnen. Indem er die Natur beherrscht und gestaltet, kann er einen Weg finden, sich mit ihr zu vereinigen und durch diesen fortwährenden Entwicklungsprozess zu mehr Individualität zu gelangen. Die meisten Menschen der Industriegesellschaften arbeiten jedoch nur zur Gewährleistung eines geregelten Einkommens. Da sie nur einen Teil irgendeines Ganzen produzieren, verlieren sie die Verbundenheit mit ihrem Tun und den Bezug zum eigenen Selbst. Arbeit kann in diesem Sinne nicht als sinnvolle Tätigkeit angesehen werden, da sie keine Entwicklungsmöglichkeiten in sich birgt.

#### Die narzisstische Selbstspiegelung des Menschen
Durch den Drang nach Konformität und die entfremdete Arbeitsweise entsteht im Menschen ein „Loch im Selbst“. Dieses wird ferner verstärkt durch den etablierten Gesellschafts-Charakter, der in der modernen Gesellschaft ein Leben nach außen hin als gesunde Lebensweise vorgibt und auf die Möglichkeit verweist, innere Gefühle der Leere oder Unsicherheit durch die Vielzahl kultureller Opiate zu überdecken.
Das Ergebnis dieser Lebensweise ist eine narzisstische Selbstspiegelung des Einzelnen. Durch das ständige Ablenken vom eigenen Inneren ist man sich seiner inneren Kräfte nicht bewusst und erfährt sich somit nicht als Initiator seines Handelns. Das eigene Handeln wird vielmehr durch von außen wirkende Kräfte gesteuert. Auf diese Weise ist es unmöglich, ein gesundes Selbstbewusstsein aufzubauen. Stattdessen kommt es zu einem „Pseudo-Selbstbewusstsein“, bei dem der Einzelne sein Selbstwertgefühl auf seiner sozio-ökonomischen Stellung aufzubauen sucht. Hierdurch hat sich in der modernen Gesellschaft auch in mentaler Hinsicht eine bizarre Marketing-Orientierung ergeben. Für den Einzelnen ist sein Dasein zu einer Art Ware geworden, die im Spiegel des sozialen Echos einen gewissen Wert erlangt: „Sein Körper, sein Geist und seine Seele sind sein Kapital, und seine Lebensaufgabe besteht darin, diese vorteilhaft zu investieren, einen Profit aus sich zu ziehen.“ Dies kann sich beispielsweise in dem Wunsch nach einer spiegelnden Aufmerksamkeit in den Massenmedien zeigen. Der Mensch entwickelt den Drang, ein sekundäres Selbstwertgefühl zu erlangen, indem er das Interesse anderer Menschen weckt.
Hiervon ausgehend, sieht Fromm ein Motiv für die Zunahme an Suiziden. Wenn man sein Leben vorwiegend als eine Art Unternehmen betrachtet, in das man seine physischen und psychischen Fähigkeiten möglichst sinnvoll investieren muss, dann schlägt Leben fehl, wenn die Bilanz unterhalb des erhofften Werts liegt. „Man begeht Selbstmord, genau wie ein Geschäftsmann seinen Bankrott erklärt, wenn die Verluste größer sind als der Gewinn.“
Der moderne Mensch lässt sich also insgesamt als „passiver Empfänger von Eindrücken, Gedanken und Meinungen“ beschreiben. Zwar ist der Mensch im Laufe der Jahrhunderte erheblich intelligenter geworden, doch hat er, was eine moralisch geleitete Vernunft betrifft, starke Einbußen zu verzeichnen. Seine Intelligenz nutzt er als Werkzeug, sich selbst und andere zu manipulieren. Das vernünftige Hinterfragen von Gegebenheiten, das Urteilen und Handeln nach fundierten Grundsätzen wird oft zugunsten der Konformität unterlassen.

#### Der Massenkonsum
Der entfremdete Mensch wird mehr von äußeren Einflüssen als von inneren Strebungen gelenkt. Insofern dient auch der Konsum nicht primär dazu, sich selbst einen Gefallen zu tun, es geht vielmehr um „die Befriedigung von künstlich stimulierten Phantasievorstellungen“, die vor allem durch die Massenmedien an den Menschen herangetragen werden. Da diese scheinbare Befriedigung die tatsächlichen menschlichen Bedürfnisse des Einzelnen unbefriedigt lässt, hat sich eine regelrechte Konsumsucht etabliert.
Das Bedürfnis nach Massenkonsum erzeugt im Gesellschafts-Charakter den Drang, „daß jeder Wunsch sofort befriedigt werden muß und kein Verlangen frustriert werden darf“. Dadurch ist der moderne Mensch weitgehend unfähig geworden, seine Wünsche aufzuschieben, auch wenn diese nur von der Wirtschaft vorgegeben sind. Anstatt sich mit Konflikten, die das eigene Selbst betreffen, auseinanderzusetzen, beschäftigt sich der Einzelne ständig mit neuen Vergnügungen aus der breiten Palette kultureller Opiate. In der modernen Gesellschaft besteht also nicht einmal mehr die Notwendigkeit, sich seiner selbst bewusst zu werden.

#### Auswirkungen auf zwischenmenschliche Beziehungen
Der entfremdete Mensch ist vor allem durch das hohe Maß an Manipulation sich selbst und anderen gegenüber gekennzeichnet. Die Beziehung zu seinen Mitmenschen kann somit zwangsläufig nur krankhafter Art sein und ist im Allgemeinen von Gleichgültigkeit durchsetzt. Hinter der aufgesetzten Freundlichkeit steht nur der Wunsch nach Selbstbestätigung und die egoistische Motivation, dass der andere einem irgendwann einmal von Nutzen sein könnte.
Zwischenmenschliche Beziehungen sind zudem zu einer weiteren Möglichkeit geworden, sich selbst und seinen Gedanken aus dem Weg zu gehen. Als Mechanismus hierfür dient ein weit ausgeprägter Verbalismus, der sich in der modernen Kultur etabliert hat. „Sich auszusprechen ist Mode geworden“: Durch das sofortige Aussprechen beunruhigender Gedanken wird ein innerer Druck unverzüglich abgebaut. Hierdurch geht jedoch ein wichtiger Schritt zur Selbstfindung verloren, da die Gedanken auf diesem Weg nicht fruchten und zu neuen Ideen führen können.
In der Intimität einer Partnerschaft sucht der Mensch das Gefühl von Sicherheit und Geborgenheit. Der Mensch ist jedoch nur zum Lieben fähig, wenn er mit sich selbst im Reinen ist. Die entfremdete Lebensweise in unserer Gesellschaft erschwert es folglich dem Einzelnen, eine gesunde Partnerschaft aufzubauen und zu erhalten. Die ausgeprägte Selbstdarstellung erfordert unterschiedliche Rollen, um die geforderte Konformität und Flexibilität zu erhalten. Unter diesem Gesichtspunkt konstatiert Fromm, dass Partnerschaften in der modernen Gesellschaft nur selten von langer Dauer sind bzw. als reine Zweck- und Interessengemeinschaft funktionieren.

#### Destruktivität
In seiner Arbeit Anatomie der menschlichen Destruktivität beschreibt Fromm 1973 (dt. 1974) drei Gesellschaftsformen: System A: Die lebensbejahende Gesellschaft, System B: Die nichtdestruktiv-aggressive Gesellschaft und System C: Die destruktive Gesellschaft. System C ist durch zwei Hauptmerkmale gekennzeichnet; die Bedeutung des Privateigentums und in „primitiven“ Gesellschaften die „bösartige Zauberei“. Wichtig in diesem System ist die Geheimhaltung. Die größte Tugend sind rücksichtslose Praktiken, durch die man auf Kosten anderer Vorteile einheimst.
Er untersucht verschiedene Aggressionstheorien und geht auf Ursachen des Krieges ein. Destruktivität definiert er als „bösartige Aggression“ und beschreibt sie als eine menschliche Charakterstruktur, die ihrerseits durch Einflussfaktoren der kapitalistischen Gesellschaft verfestigt wird. Dabei unterscheidet er drei Grundformen der Destruktivität: spontane Destruktivität, Sadismus und Nekrophilie. Er porträtiert Josef Stalin als klinischen Fall von nichtsexuellem Sadismus, Heinrich Himmler als klinischen Fall des anal-hortenden Sadismus und Adolf Hitler als klinischen Fall der Nekrophilie. Das Gegenteil der Nekrophilie ist die Biophilie, also die Liebe zum Leben. Fromm prägte diesen Begriff im Kontext seiner Charakterologie, als Weiterentwicklung seines Konzepts des produktiven Charakters, das in der Frommschen Theorie das Freudsche Konzept des genitalen Charakters beerbt. Während die Nekrophilie für Fromm eine Verfallsform darstellt, stellt die Biophilie für Fromm die primäre Potentialität des Menschen dar, die der Mensch unter normalen Bedingungen ausbildet und die zum Gedeihen führt.

### Fromms Pionierleistungen in der empirischen Sozialpsychologie
Den ersten Band der von Max Horkheimer herausgegebenen Zeitschrift für Sozialforschung eröffnete Fromm 1932 programmatisch mit seinem Aufsatz Über Methode und Aufgaben einer analytischen Sozialpsychologie. Im nächsten Heft folgte ein Beitrag zur psychoanalytischen Charakterkunde. Diese Artikel sind für die theoretische Orientierung des Frankfurter Instituts für Sozialforschung, für den empirischem Forschungsansatz der Studien über Autorität und Familie und darüber hinaus für die Forschungen Adornos und seiner Mitarbeiter zur Autoritären Persönlichkeit (1950) von kaum zu überschätzender Bedeutung.
Fromm entwickelte den Begriff des Sozialcharakters und entwarf damit eine wesentliche Brücke zwischen Soziologie, Sozialpsychologie und Differentieller Psychologie (Charakterkunde). In Escape from Freedom erläuterte er 1941 die für die Psychodynamik der Furcht und Flucht vor der Freiheit wesentlichen Züge: Autoritarismus, Destruktivität, Rückzug, Selbstinflation und automatenhafte Konformität, und konzipierte damit das psychoanalytisch-sozialpsychologische Konzept des autoritären Charakters.
Bereits in der Arbeiter- und Angestellten-Erhebung (1929/30) hatte Fromm mit der damals in Deutschland noch kaum verbreiteten Fragebogenmethodik bei ca. 700 Personen zu erkunden versucht, wie häufig bestimmte Formen des sozialen Charakters waren. In der Auswertung klassifizierte er die Befragten als Autoritärer Charakter, radikaler bzw. revolutionärer Charakter (der aus Vernunftgründen seine Gesellschaft kritisieren kann) oder gemischter bzw. ambivalenter Charakter (widersprüchliche Ergebnisse, d. h. sowohl für ersteren wie für letzteren typische Antworten). Als Autor dieser ersten empirischen Untersuchung zum Autoritären Charakter bzw. zur Autoritären Persönlichkeit hatte Fromm einen bedeutenden, aber oft unzureichend gewürdigten Einfluss auf die spätere Forschung, insbesondere auf die sehr oft zitierten Studien zum Thema Autoritäre Persönlichkeit (The Authoritarian Personality) von Theodor W. Adorno, Else Frenkel-Brunswik, Daniel J. Levinson und R. Nevitt Sanford (1950).
Seit dem Zerwürfnis zwischen Adorno und Fromm besteht eine auffällige Tendenz mehrerer Autoren des Frankfurter Instituts für Sozialforschung, Fromms maßgebliche Bedeutung zu ignorieren.

## Internationale Erich-Fromm-Gesellschaft
Die Internationale Erich-Fromm-Gesellschaft ist ein 1985 auf Initiative von Rainer Funk gegründeter gemeinnütziger Verein, der das Werk Erich Fromms einem breiten Publikum zugänglich machen will. Ziel ist die Erhaltung, Erforschung, Weiterentwicklung und Vermittlung seiner wissenschaftlichen Erkenntnisse und humanistischen Ideen. Dabei geht es nicht nur um die Reflexion seines Gedankenguts. Ebenso wichtig ist die Auseinandersetzung mit den sich daraus ergebenden Wegen und Möglichkeiten, wie die Gesellschaft menschlicher gestaltet und die Umwelt nachhaltiger geschützt werden kann.
Ende 2023 zählte die Internationale Erich-Fromm-Gesellschaft etwa 650 Mitglieder weltweit. Etwa zwei Drittel der Mitglieder kommen aus den deutschsprachigen Ländern.
Die Gesellschaft vergibt jährlich den Erich-Fromm-Preis.

## Schriften (Auswahl)

### Werkausgabe
- Gesamtausgabe in zwölf Bänden. Herausgegeben von Rainer Funk. Deutsche Verlags-Anstalt, Stuttgart 1999, ISBN 3-421-05280-8 und Deutscher Taschenbuch Verlag, München 1999, ISBN 3-423-59043-2.

### Dissertation und frühe Aufsätze
- Das jüdische Gesetz. Ein Beitrag zur Soziologie des Diaspora-Judentums. Dissertation, Universität Heidelberg 1922, ISBN 3-8379-2960-4.
- Die Entwicklung des Christusdogmas. Eine psychoanalytische Studie zur sozialpsychologischen Funktion der Religion. In: Imago. Zeitschrift für Anwendung der Psychoanalyse auf die Natur- und Geisteswissenschaften. Band 16. Internationaler Psychoanalytischer Verlag, Wien 1930. S. 305–373.
- Über Methode und Aufgabe einer Analytischen Sozialpsychologie. Bemerkungen über Psychoanalyse und historischen Materialismus. In: Zeitschrift für Sozialforschung. Band I. Hirschfeld Verlag, Leipzig 1932, S. 28–54.
- Die psychoanalytische Charakterologie und ihre Bedeutung für die Sozialpsychologie. In: Zeitschrift für Sozialforschung. Band I. Hirschfeld Verlag, Leipzig 1932, S. 253–277.
- Die sozialpsychologische Bedeutung der Mutterrechtstheorie. In: Zeitschrift für Sozialforschung. Band III. Librairie Félix Alcan, Paris 1934, S. 196–227.
- Sozialpsychologischer Teil. In: Max Horkheimer (Hrsg.): Studien über Autorität und Familie. Schriften des Instituts für Sozialforschung. Band V. Librairie Félix Alcan, Paris 1936, S. 77–135.
- Geschichte und Methode der Erhebungen. In: Max Horkheimer (Hrsg.): Studien über Autorität und Familie. Schriften des Instituts für Sozialforschung. Band V. Librairie Félix Alcan, Paris 1936, S. 231–238.
- Zum Gefühl der Ohnmacht. In: Zeitschrift für Sozialforschung. Band VI. Librairie Félix Alcan, Paris 1937, S. 95–119.

### Bücher und Buchartikel
Die Jahresangabe nach dem Titel bezieht sich auf das Erscheinungsjahr der englischsprachigen Originalausgabe.
- Die Furcht vor der Freiheit. 1941 (engl. Originalausgabe: Escape from Freedom). 5. Auflage. Deutscher Taschenbuch Verlag, München 1995, ISBN 3-423-35024-5.
- Den Menschen verstehen. Psychoanalyse und Ethik. 1947 (engl. Originalausgabe: Man for Himself. An Inquiry into the Psychology of Ethics). 6. Auflage. Deutscher Taschenbuch Verlag, München 2004, ISBN 3-423-34077-0.
- Psychoanalyse und Religion. 1950 (engl. Originalausgabe: Psychoanalysis and Religion). 6. Auflage. Deutscher Taschenbuch Verlag, München 2004, ISBN 3-423-34105-X (The Dwight H. Terry Lectureship 1949/1950).
- Märchen, Mythen, Träume. Eine Einführung in das Verständnis einer vergessenen Sprache. 1951 (engl. Originalausgabe: The Forgotten Language. An Introduction to the Understanding of Dreams, Fairy Tales und Myths). Rowohlt, Reinbek bei Hamburg 1996, ISBN 3-499-17448-0.
- Wege aus einer kranken Gesellschaft. 1955 (engl. Originalausgabe: The Sane Society). Deutscher Taschenbuch Verlag, München 2003, ISBN 3-423-34007-X.
- Die Kunst des Liebens. 1956 (engl. Originalausgabe: The Art of Loving). Ullstein, Berlin 2024, ISBN 978-3-548-06989-0.
- Sigmund Freud. Seine Persönlichkeit und seine Wirkung. 1959 (engl. Originalausgabe: Sigmund Freud's Mission. An Analysis of His Personality and Influence). Psychosozial-Verlag, Gießen 2019, ISBN 3-8379-2865-9.
- Psychoanalyse und Zen-Buddhismus, 1960 (engl. Originalausgabe: Psychoanalysis and Zen Buddhism). In: Erich Fromm, Daisetz Teitaro Suzuki, Richard de Martino: Zen Buddhismus und Psychoananalyse. 17. Auflage. Suhrkamp, Frankfurt am Main 1995, ISBN 3-518-36537-1, S. 101–179.
- Es geht um den Menschen! Eine Untersuchung der Tatsachen und Illusionen in der Außenpolitik. 1961 (engl. Originalausgabe: May Man Prevail? An Inquiry into the Facts and Fictions of Foreign Policy). Psychosozial-Verlag, Gießen 2020, ISBN 3-8379-3002-5.
- Das Menschenbild bei Marx. 1961 (engl. Originalausgabe: Marx's Concept of Man). Psychosozial-Verlag, Gießen 2018, ISBN 3-8379-2825-X.
- Jenseits der Illusionen. Die Bedeutung von Marx und Freud. 1962 (engl. Originalausgabe: Beyond the Chains of Illusion. My Encounter with Marx and Freud). Deutscher Taschenbuch Verlag, München 2020, ISBN 978-3-423-34977-2.
- Die Seele des Menschen. Ihre Fähigkeit zum Guten und zum Bösen. 1964 (engl. Originalausgabe: The Heart of Man. Its Genius for Good and Evil). Deutscher Taschenbuch Verlag, München 2016, ISBN 3-423-34880-1.
- Ihr werdet sein wie Gott. Eine radikale Interpretation des Alten Testaments und seiner Tradition. 1966 (engl. Originalausgabe: You Shall Be as Gods. A Radical Interpretation of the Old Testament and Its Tradition). Deutscher Taschenbuch Verlag, München 2008, ISBN 978-3-423-34499-9.
- Die Revolution der Hoffnung. Für eine humanisierte Technik. 1968 (engl. Originalausgabe: The Revolution of Hope. Toward a Humanized Technology). Psychosozial-Verlag, Gießen 2019, ISBN 3-8379-2864-0.
- (mit Michael Maccoby) Psychoanalytische Charakterologie in Theorie und Praxis. Der Gesellschafts-Charakter eines mexikanischen Dorfes. 1970 (engl. Originalausgabe: Social Character in a Mexican Village. A Sociopsychoanalytic Study). Psychosozial-Verlag, Gießen 2019, ISBN 978-3-8379-2866-2.
- Anatomie der menschlichen Destruktivität. 1973 (engl. Originalausgabe: The Anatomy of Human Destructiveness). Rowohlt, Reinbek bei Hamburg 1996, ISBN 3-499-17052-3.
- Aggression. Warum ist der Mensch destruktiv? 1975. Centaurus, Freiburg im Breisgau 2012, ISBN 978-3-86226-175-8.
- Die Bedeutung des Ehrwürdigen Nyânaponika Mahâthera für die westliche Welt, 1976. In: Kurt Onken (Hrsg.): Des Geistes Gleichmaß. Festschrift zum 75. Geburtstag des Ehrwürdigen Nyānaponika Mahāthera. Beyerlein und Steinschulte, Stammbach-Herrnschrot 2004, ISBN 3-931095-48-7, S. 35–38.
- Haben oder Sein. Die seelischen Grundlagen einer neuen Gesellschaft. 1976 (engl. Originalausgabe: To Have or To Be?). Deutscher Taschenbuch Verlag, München 2011, ISBN 978-3-423-19519-5.
- Sigmund Freuds Psychoanalyse – Größe und Grenzen. 1979 (engl. Originalausgabe: Greatness and Limitations of Freud's Thought). Psychosozial-Verlag, Gießen 2020, ISBN 3-8379-3004-1.
- Arbeiter und Angestellte am Vorabend des Dritten Reiches. Eine sozialpsychologische Untersuchung. 1980 (engl. Manuskriptvorlage: German Workers 1929 – A Survey, Its Methods and Results). Bearbeitet und herausgegeben von Wolfgang Bonß. Psychosozial-Verlag, Gießen 2019, ISBN 3-8379-2915-9.

### Sammelwerke
Die Jahresangaben nach dem Titel beziehen sich auf die Erscheinungsjahre der einzelnen Beiträge im jeweiligen Band.
- Die Gesellschaft als Gegenstand der Psychoanalyse. Frühe Schriften zur Analytischen Sozialpsychologie. 1928–1949. Herausgegeben von Rainer Funk. Suhrkamp, Frankfurt am Main 1993, ISBN 3-518-28654-4.
- Erich Fromm Lesebuch. 1930–1973. Herausgegeben von Rainer Funk. Deutsche Verlags-Anstalt, Stuttgart 1985, ISBN 3-421-06259-5.
- Liebe, Sexualität und Matriarchat. Beiträge zur Geschlechterfrage. 1933–1970. Herausgegeben von Rainer Funk. Deutscher Taschenbuch Verlag, München 1995.
- Gesellschaft und Seele. Sozialpsychologie und psychoanalytische Praxis (= Schriften aus dem Nachlaß. Band 7). 1937–1975. Herausgegeben von Rainer Funk. Heyne, München 1996, ISBN 3-453-09899-4.
- Ethik und Politik. Antworten auf aktuelle politische Fragen (= Schriften aus dem Nachlaß. Band 4). 1948–1976. Herausgegeben von Rainer Funk. Heyne, München 1996, ISBN 3-453-09897-8.
- Die Pathologie der Normalität. Zur Wissenschaft vom Menschen (= Schriften aus dem Nachlaß. Band 6). 1953–1974. Herausgegeben von Rainer Funk. Ullstein, Berlin 2005, ISBN 3-548-36778-X.
- Über den Ungehorsam und andere Essays. 1960–1970 (engl. Originalausgabe: On Disobedience and Other Essays). Herausgegeben von Rainer Funk. Psychosozial-Verlag 2019, ISBN 3-8379-2916-7.
- Humanismus als reale Utopie. Der Glaube an den Menschen (= Schriften aus dem Nachlaß. Band 8). 1961–1978. Herausgegeben von Rainer Funk. Ullstein, Berlin 2005, ISBN 3-548-36776-3.
- Das Christusdogma und andere Essays. 1963 (engl. Originalausgabe: The Dogma of Christ and Other Essays on Religion, Psychology, and Culture). Psychosozial-Verlag, Gießen 2020, ISBN 3-8379-2959-0.
- Von der Kunst des Zuhörens. Therapeutische Aspekte der Psychoanalyse (= Schriften aus dem Nachlaß. Band 5), 1964, 1974. Herausgegeben von Rainer Funk. Ullstein, Berlin 2005, ISBN 3-548-36777-1.
- Die Entdeckung des gesellschaftlichen Unbewussten. Zur Neubestimmung der Psychoanalyse (= Schriften aus dem Nachlaß. Band 3). 1969. Herausgegeben von Rainer Funk. Heyne, München 1995, ISBN 3-453-08763-1.
- Analytische Sozialpsychologie und Gesellschaftstheorie. 1970 (engl. Originalausgabe: The Crisis of Psychoanalysis). Herausgegeben von Rainer Funk. Psychosozial-Verlag, Gießen 2019, ISBN 3-8379-2914-0.
- Über die Liebe zum Leben. Rundfunksendungen. 1971–1979. Herausgegeben von Hans Jürgen Schultz. Deutscher Taschenbuch Verlag, München 2011, ISBN 978-3-423-34706-8.
- Vom Haben zum Sein. Wege und Irrwege der Selbsterfahrung (= Schriften aus dem Nachlaß. Band 1). 1974–1975. Herausgegeben von Rainer Funk. Ullstein, Berlin 2005, ISBN 3-548-36775-5.